# Pedro Manrique de Lara
Pour les articles homonymes, voir Pierre de Narbonne.
Pedro Manrique de Lara, aussi appelé Pedro de Molina ou Pierre de Lara, fut seigneur de Molina et de Atienza, puis vicomte de Narbonne. Membre de la famille de Lara, c'est l'un des plus puissants leaders castillans qui défendra la région de Tolède et l'Estrémadure contre les musulmans Almohades.

## Biographie
Pedro Manrique de Lara est pour la première fois cité dans un texte le 18 décembre 1157, en tant que fils aîné de Manrique Pérez de Lara et de Ermessinde de Narbonne (fille du vicomte de Narbonne Aimery II). Son père meurt à la bataille de Huete en 1164, qui oppose la famille de Lara à son rival, la famille de Castro. Durant toute sa vie, Pedro Manrique de Lara se met au service d'Alphonse VIII de Castille, ainsi qu'à celui de Ferdinand II de León, mais seulement de 1185 à 1186.
Dès 1168, il est envoyé par Alphonse VIII gouverner les villes de San Esteban de Gormaz et El Burgo de Osma, dans l'est de la Castille. En juin 1170, il devient gouverneur à la frontière de l'Extrémadure puis de Cabezón le 5 novembre 1172. puis le 3 avril 1173 de Tolède (sujet à troubles car bordé par Al-Andalus). En 1177, il participe au siège de Cuenca pour le compte d'Alphonse VIII, qui reprit la ville aux musulmans Almoravides. Le 8 mai 1181, il est fait gouverneur de Hita.
Le 27 janvier 1185, il se trouve à la cour de Ferdinand II et le 22 février, il est nommé par celui-ci gouverneur des "tours de León", la citadelle royale de la capitale du royaume de Leon. Il gouverne ainsi de même Oviedo, Ciudad Rodrigo et Salamanque jusqu'en mai 1186.

### La vicomté de Narbonne
Pedro Manrique de Lara se trouve être en ligne d'héritage pour la vicomté de Narbonne, car sa tante Ermengarde, la vicomtesse, n'a pas d'enfants. Le frère cadet de Pedro, Aymeri Manrique de Lara, co-gouverne la vicomté avec sa tante, mais il meurt en 1177. Pedro Manrique de Lara apparait alors comme héritier dans un texte de l'archevêque de Narbonne, Bernard Gaucelin (pl), à la suite du don de terres de la part de l'abbé de Fontfroide, en 1188.
En 1192, il force Ermengarde à abdiquer et s'empare de la vicomté de Narbonne. Sa tante part en exil et meurt à Perpignan vers 1197. Le 28 avril 1194, il confie à son second fils (l'aîné étant mort), Aimery III de Narbonne, la vicomté de Narbonne.

### Mort et héritage
Pedro Manrique de Lara apparait pour la dernière fois à la cour d'Alphonse VIII le 11 décembre 1201, avant de mourir en janvier 1202. Il est enterré à l'abbaye de Huerta le 14 janvier, aux côtés de sa première femme, Sancha de Navarre.

## Unions et descendance
Au cours de sa vie, Pedro Manrique de Lara se marie trois fois :
- Vers 1173, avec Sancha de Navarre, fille du roi García V et de Urraca de Castille, qui meurt en 1176 et dont il a trois fils :
  - Garcia de Lara (attesté de 1175 au 11 mars 1183),
  - Aymeri Pérez de Lara, vicomte de Narbonne (mort en 1240),
  - Nuño Pérez de Lara (mort en 1228) ;
- Le 23 janvier 1183, une certaine Marguerite, parente (consanguinea) du roi d'Angleterre Henri II. Les origines de Marguerite font débat et plusieurs hypothèses ont été avancées : Charles Evans l'identifie à Marguerite de Huntingdon, veuve de Conan IV de Bretagne en 1171 et de Humphrey III de Bohun en 1181[1], mais celle-ci est décrite comme veuve dans les Rotuli dominabus de 1185/86[2] ; Antonio Sánchez de Mora pense qu'il s'agit soit de Marguerite de Bohun, sœur d'Humphrey III et première épouse de Galéran de Beaumont (en), comte de Warwick, soit d'une fille d'Hamelin de Warenne, le demi-frère d'Henri II d'Angleterre[3], mais concernant l'épouse de Galéran de Beaumont, il s'avère qu'il s'agissait en réalité de la nièce d'Humphrey III, Marguerite d'Oilly[4] et que son mariage avec Warwick a eu lieu du vivant de Pedro Manrique de Lara, et concernant la fille supposée d'Hamelin de Warenne, Sánchez de Mora n'apporte aucune preuve de son existence mais semble ignorer celle, bien attestée, de sa sœur Isabelle[5] ; enfin, Léa Chaillou, en se basant sur le fait que plusieurs chartes indiquent que la duchesse Constance de Bretagne n'était pas une enfant unique et que les plus proches parentes d'Henri II prénommées Marguerite et liées au prieuré de Llanthony Secunda (en), où est conservée la charte rapportant le mariage de Pedro et Marguerite, sont apparentées aux ducs de Bretagne et aux rois d’Écosse[6], suppose qu'il pourrait s'agir d'une fille de Marguerite de Huntingdon et de Conan IV de Bretagne, ce qui expliquerait notamment la présence de Geoffroy II de Bretagne, époux de Constance et gendre de Marguerite, parmi les témoins du mariage en 1183[7],[8]. Elle n'est plus mentionnée après le 17 novembre 1189 ;
- Une certaine Mafalda, mentionnée seulement le 3 février 1202, après la mort de Pedro. De Mafalda, il a deux fils :
  - Gonzalo Pérez de Lara, seigneur de Molina après son père,
  - Rodrigo Pérez de Lara.

### Article d'origine
- Cet article a été rédigé en grande partie à partir de l'article du wikipédia anglais Pedro Manrique de Lara.